# Добыча платины на Урале

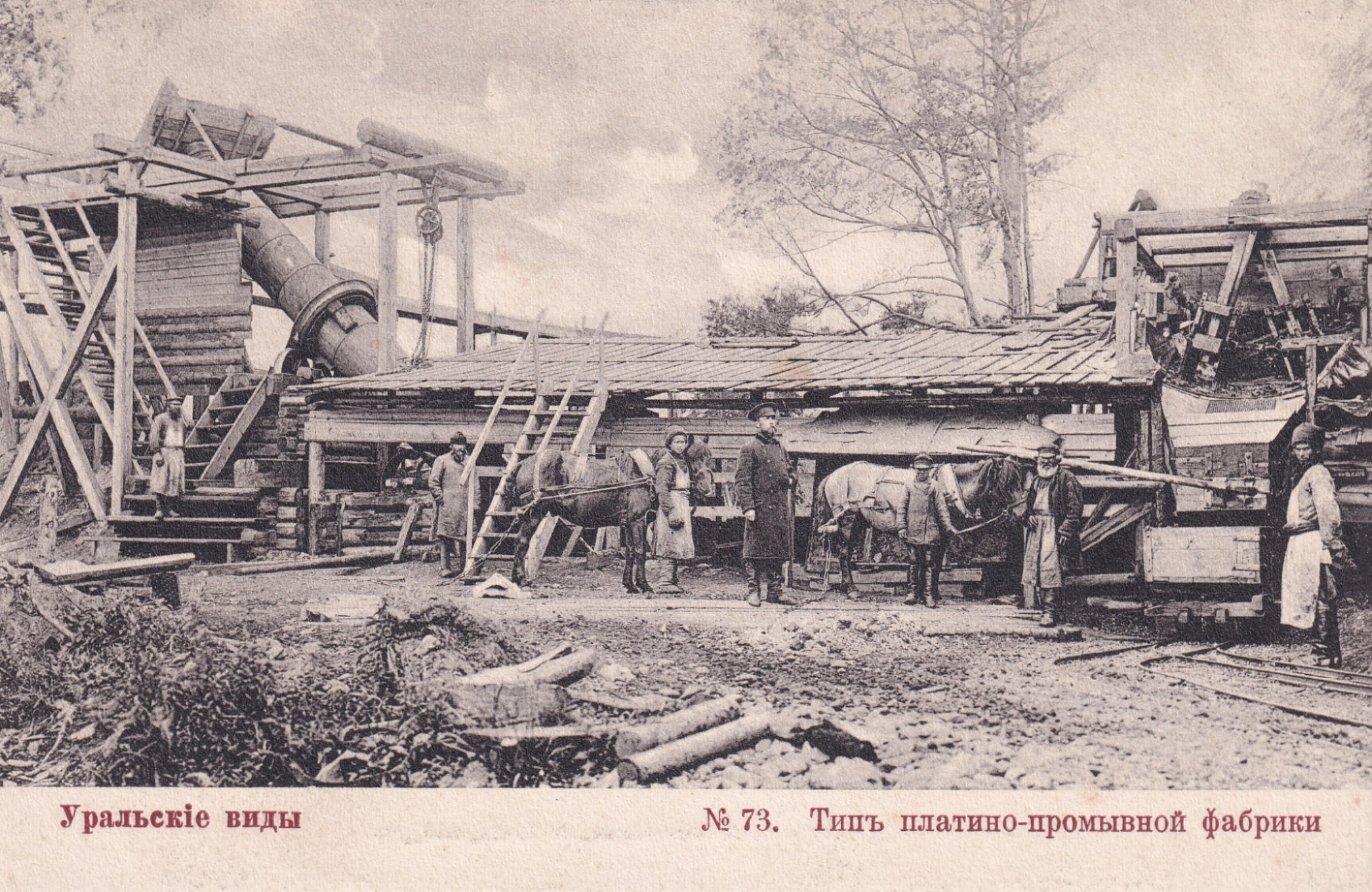
Платино-промывная фабрика на Урале, начало XX века

Добыча платины на Урале началась в 1820-е годы. К началу XX века на Урале добывалось от 92 до 95 % мирового производства платины. 

## История
Первые сведения об обнаружении платины и осмистого иридия на Урале как спутников золота в россыпных месторождениях Верх-Нейвинской дачи появились в 1819 году. В 1822 году платину нашли в дачах Невьянского и Билимбаевского заводов, а в 1823 году — в Миасских золотых россыпях. 
Первая собственно платиновая россыпь была открыта в 1824 году на реке Орулихе к северу от Нижнего Тагила. В том же году нашли платиновые россыпи по притокам рек Ис и Тура. В 1825 году очень богатые платиновые россыпи были обнаружены на реке Сухо-Висим к западу от Нижнего Тагила. В этот период ежегодная добыча платины из уральских россыпей достигала 2-3 тонны.
В 1828 году была начата чеканка платиновых монет, а вывоз платины за рубеж был запрещен. На изготовление монет ушло около 1250 пудов (около 20 тонн) сырой платины. Это вызвало быстрый рост добычи платины. Однако в 1845 году чеканка платиновых монет была прекращена, что вызвало кризис добычи. В 1846—1851 годах добыча платины на Урале практически прекратилась. 
Лишь в 1867 году, когда частным лицам было разрешено добывать, очищать и перерабатывать платину, а также было разрешено свободное обращение сырой платины в Российской империи и вывоз ее за границу, платину на Урале снова стали добывать. Основными центрами добычи были россыпи в бассейнах рек Ис и Тура. В конце XIX века для добычи платины в бассейне реки Ис стали использовать драги. 
В 1892 году было обнаружено первое коренное проявление платины на Урале — Серебряковская жила в Крутом логу. Первое описание этого месторождения сделал А. А. Иностранцев, затем его описал также академик А. П. Карпинский.
На рубеже XIX-XX веков 90% платины на Урале на приисках четырёх компаний: «Платина», «Платинопромышленная компания», наследников графа П.П. Шувалова в Лысьвенском округе (Крестовоздвиженские промыслы) и наследников П.П. Демидова в Нижне-Тагильском округе. Остальные 10% добычи обеспечивали 25 мелких компаний. Ежегодная добыча на Урале составляла 300-350 пудов платины, из них до 175 пудов утаивалось предпринимателями для избежания уплаты горной подати или просто похищалось с приисков. В 1903 году цены на платину снизились, она не находила сбыта. В 1904 году произошло резкое падение добычи. 
К середине XX века коренные месторождения платины на Урале были полностью выработаны. Новых месторождений платины на Урале обнаружено не было, несмотря на активные поиски, которые велись в 1940-е — 1960-е годы. 
В настоящее время на Урале продолжается эксплуатация только россыпных месторождений платины преимущественно небольшими старательскими артелями в пределах старых горных отводов (перемываются отвалы).